# Teresa Gomis
Teresa Gomis de Barbarà (Reus, 20 de marzo de 1949) es una política española, regidora municipal y diputada al Congreso de los Diputados en la X legislatura.

## Biografía
Es licenciada en Ciencias Exactas por la Universidad de Barcelona, ha sido profesora de matemáticas en el Instituto Joan Guinjoan de Riudoms y en el Instituto Gaudí de Reus, también profesora de matemáticas en la Universidad de Barcelona y de Bioestadística en la Facultad de Medicina y Ciencias de la Salud de la Universidad Rovira i Virgili.
En las elecciones municipales españolas de 2003, 2007 y 2011 fue escogida regidora y primer teniente de alcalde para el Ayuntamiento de Reus por el grupo de Convergència i Unió. Fue detenida el 28 de abril de 2015 en el marco del macro-proceso caso Innova que investiga el juzgado número 3 de Reus, el cual está bajo secreto de sumario y suma más de medio centenar de imputados relacionados con la corrupción en la gestión de la sanidad pública catalana.
A pesar de estar imputada en el caso Innova en julio de 2015 sustituyó en su escaño a Jordi Jané i Guasch, escogido diputado por Tarragona e las elecciones generales españolas de 2011 a pesar de las presiones de su propio partido para que no aceptara.  Actualmente es vocal de la Comisión de Peticiones del Congreso de los Diputados.